# George Templeton Strong (Jurist)
George Templeton Strong (geboren am 26. Januar 1820 in New York City; gestorben am 21. Juli 1875 ebenda) war ein amerikanischer Rechtsanwalt. Für die amerikanische Literatur- und Geschichtswissenschaft sind seine erst 1952 veröffentlichten Tagebücher von Bedeutung.

## Leben

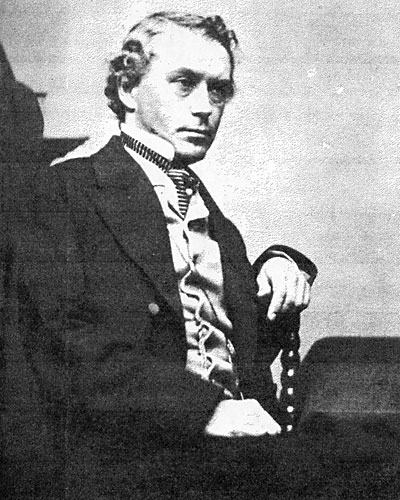
George Templeton Strong

Strong wurde 1820 als Sohn eines arrivierten New Yorker Rechtsanwalts geboren. Er begann nach seinem Studium am Columbia College (1835–38) als Anwalt in der Kanzlei seines Vaters und beteiligte sich in den folgenden Jahren rege am politischen, kulturellen und kirchlichen Leben der Stadt. Er bekleidete verschiedene Ehrenämter, unter anderem war er ab 1853 einer der Kuratoren des Columbia College und war Gemeindevorstand der Trinity Church. Bei Ausbruch des Sezessionskrieges half er 1861 beim Aufbau der United States Sanitary Commission, einer humanitären Hilfsorganisation der amerikanischen Regierung, die sich der Fürsorge für Soldaten und Kriegsversehrte widmete. Trotzdem die USSC eine Regierungsbehörde war, war sie zur Finanzierung auf private Spenden angewiesen; Strong war als ehrenamtlicher Schatzmeister für die Aufbringung und Verwaltung von Millionenbeträgen zuständig. 1863 war Strong einer der Gründer des Union League Club of New York, einer gemeinnützigen Organisation, die sich die Stärkung des Unionsgedankens der Vereinigten Staaten angesichts des Sezessionskrieges auf die Fahnen schrieb. Nach Kriegsende wirkte er wiederum als Rechtsanwalt, bis er 1872 seine Kanzlei aufgab und Schatzmeister der Trinity Church wurde. Er starb 1875 in New York.
Während seines Studiums am Columbia College begann er 1835, ein Tagebuch zu führen. Über die nächsten 40 Jahre notierte er darin fast täglich seine Beobachtungen zum Zeitgeschehen. So sind seine Tagebücher nicht nur ein aufschlussreiches Zeugnis über Strongs persönliche Entwicklung, sondern auch zum kulturellen und politischen Zeitgeschehen. In den Worten Daniel Aarons ist Strong „der lesbarste und brillanteste der amerikanischen Tagebuchschreiber des 19. Jahrhunderts, (...) eine Art verhinderter Romancier, ein Satiriker und Humorist höchsten Ranges, und ein aufmerksamer Berichterstatter in der Tradition Pepys'. Sein unvergleichlicher vierzig Jahre umspannender Kommentar zu Kriegen, Skandalen, Büchern, Konzerten, Bränden, Modeerscheinungen, Aufständen, sozialen Ereignissen, Politik und Persönlichkeiten offenbart den ‚kleinen aber unverkennbaren Funken Genie‘, der den authentischen Tagebuchschreiber ausmacht.“ Von besonderem Interesse sind die Jahrgänge vor und während des Amerikanischen Bürgerkriegs, in denen sich Strongs Wandlung vom konservativen Whig, der Daniel Websters Verteidigungsrede zum Fugitive Slave Act ebenso begrüßte wie die Hinrichtung John Browns, hin zum Sklavereigegner und entschiedenem Verfechter der nationalen Einheit der USA nachvollziehen lässt. Der entscheidende Gesinnungswandel vollzog sich in den Monaten vor der Präsidentschaftswahl 1860; in den Einträgen dieser Zeit wägt Strong minutiös Für und Wider verschiedener politischer Optionen ab, bis er sich schließlich dazu durchringt, dem republikanischen Kandidaten Abraham Lincoln seine Stimme zu geben, auch auf Kosten des drohenden Bürgerkrieges.
Strongs Tagebücher wurden bis 1952 von seiner Familie verwahrt und waren der Öffentlichkeit unbekannt. Erst 1952 wurden sie entdeckt und in einer kritischen Ausgabe herausgebracht. Sie wurden seither oftmals von den verschiedensten Historikern herangezogen, da sie in ihrer anekdotischen Detailfülle über politische wie banale Zeiterscheinungen Aufschluss geben; insbesondere sind Strongs Bemerkungen über Begegnungen mit bekannteren Zeitgenossen für Biografen von Interesse.
Auszüge seines Tagebuchs wurden in Ken Burns’ Dokumentarfilm Der Amerikanische Bürgerkrieg und in Ric Burns’ Dokumentarfilm New York: A Documentary Film verwendet.

## Weblink
- George Templeton Strong in der Datenbank Find a Grave

| Personendaten    | Personendaten                         |
| ---------------- | ------------------------------------- |
| NAME             | Strong, George Templeton              |
| KURZBESCHREIBUNG | amerikanischer Rechtsanwalt und Autor |
| GEBURTSDATUM     | 26. Januar 1820                       |
| GEBURTSORT       | New York City                         |
| STERBEDATUM      | 21. Juli 1875                         |
| STERBEORT        | New York City                         |